# Rezerwat przyrody Buczyna nad Słupią
Rezerwat przyrody Buczyna nad Słupią – leśny rezerwat przyrody na obszarze Wybrzeża Słowińskiego, na terenie gminy miejskiej Ustka. Został utworzony na mocy zarządzenia Ministra Ochrony Środowiska i Zasobów Naturalnych z 29 grudnia 1987 roku, które weszło w życie 15 lutego 1988 roku. Powierzchnia rezerwatu wynosi 18,82 ha (akt powołujący podawał 18,92 ha). Rezerwat obejmuje obszar leśny nad Słupią. Ochronie rezerwatu podlega przede wszystkim ok. 100-letni las bukowy. Występują tu również brzoza brodawkowata i dąb szypułkowy.

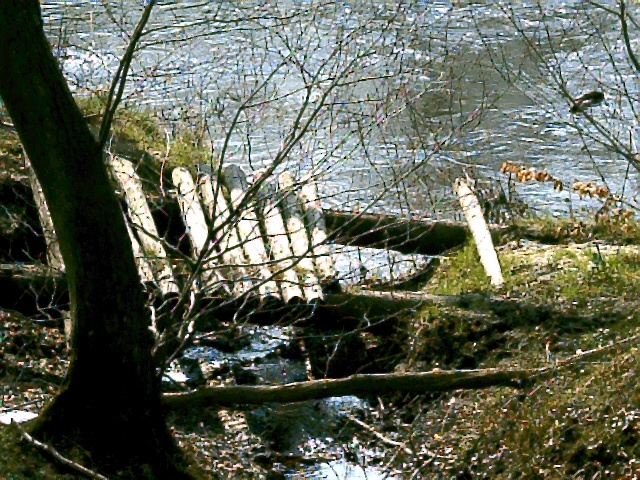
Rezerwat przyrody Buczyna nad Słupią, wiosna 2006
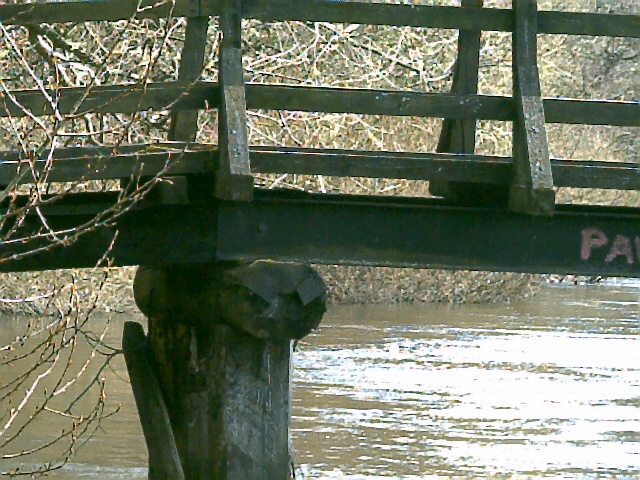
Rezerwat przyrody Buczyna nad Słupią, wiosna 2006
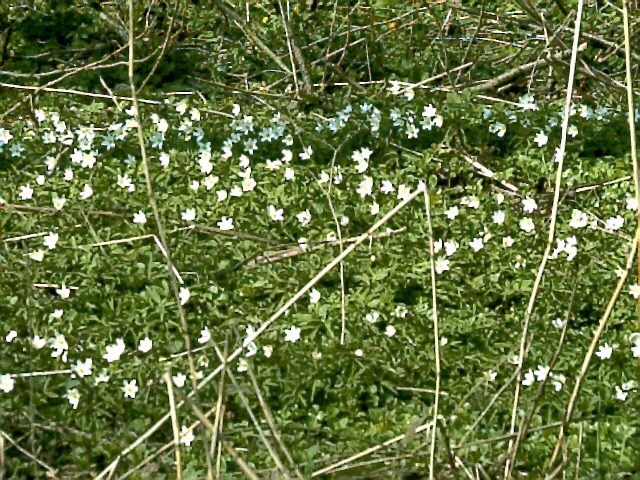
Rezerwat przyrody Buczyna nad Słupią, wiosna 2006
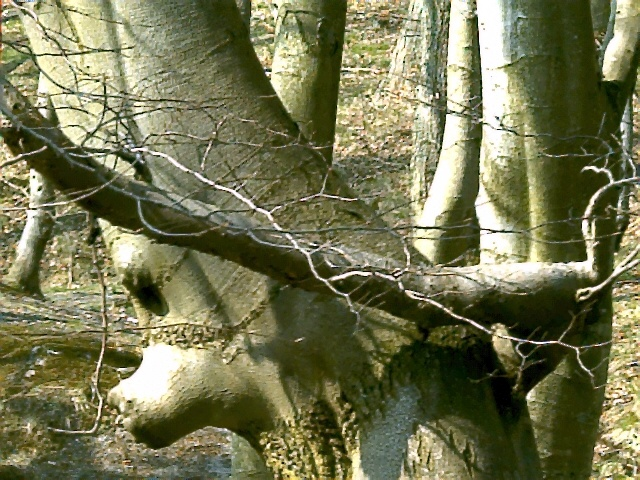
Rezerwat przyrody Buczyna nad Słupią, wiosna 2006
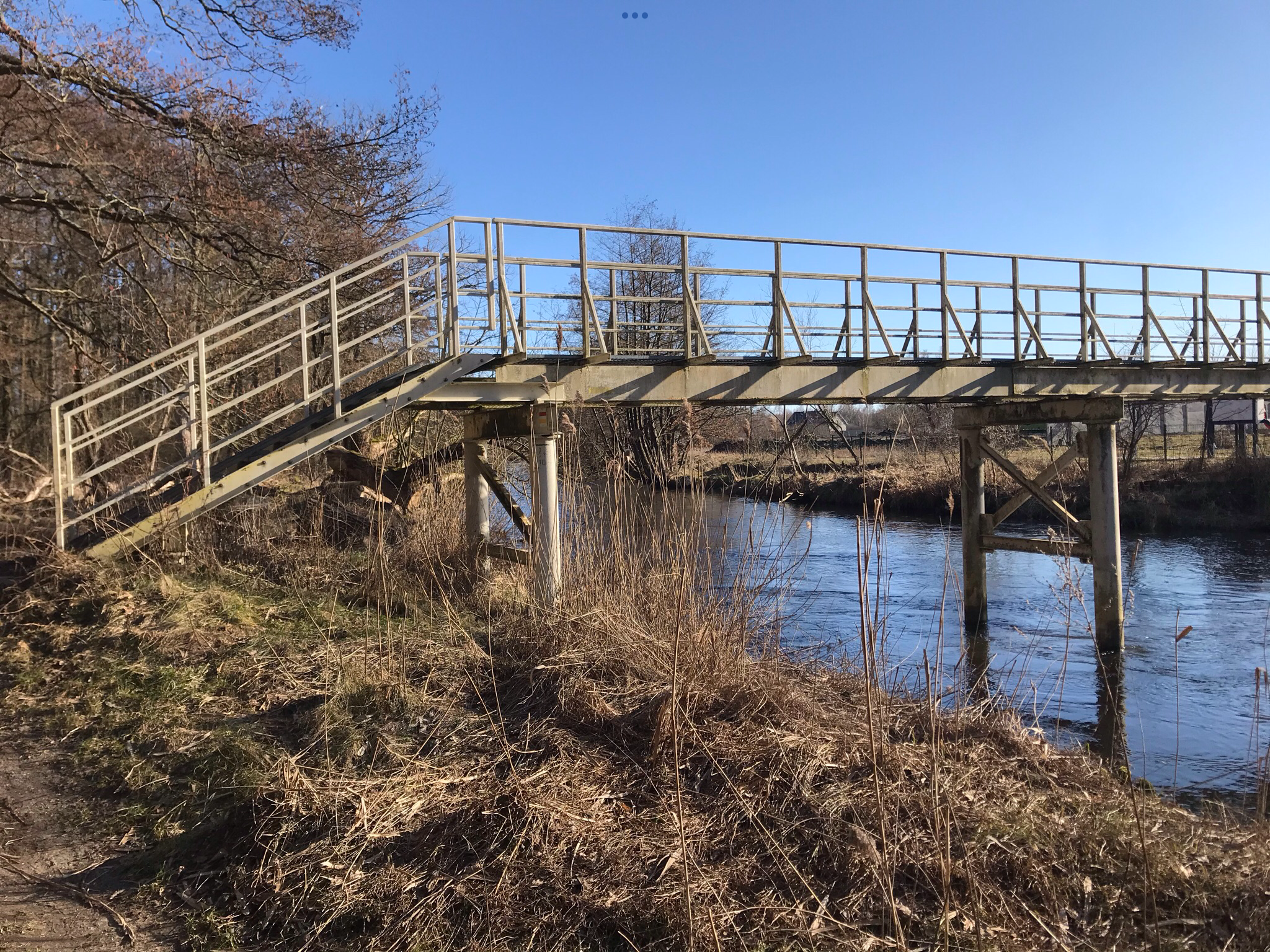
Most przy lub w rezerwacie, zima 2021